# 아야쓰지 유키토
아야쓰지 유키토(일본어: 綾辻行人 아야츠지 유키토[*], 1960년 12월 23일 ~ )는 일본의 추리 소설가이다. 교토부 교토시 출신으로 본명은 우치다 나오유키(内田直行). 소설가 오노 후유미의 남편으로도 잘 알려져 있다. 1987년 《십각관의 살인》(十角館の殺人)으로 데뷔한 이래, 일명 《관 시리즈》(館シリーズ)를 비롯해 신 본격 미스터리(新本格派ミステリー)물을 중심으로 꾸준한 활동을 하고 있다.

## 경력
- 1960년 : 교토부 교토시에서 출생
- 1979년 : 교토 대학 교육학부에 진학
- 1986년 : 오노 후유미와 결혼
- 1987년 : 《십각관의 살인》 발표, 작가 데뷔
- 1992년 : 제45회 일본추리작가협회상 수상(《시계관의 살인》)

## 작품

### 관 시리즈
- 십각관의 살인(1987)
- 수차관의 살인(1988)
- 미로관의 살인(1988)
- 인형관의 살인(1989)
- 시계관의 살인(1991)
- 흑묘관의 살인(1992)
- 암흑관의 살인(2004)
- びっくり館の殺人(2006)
- 기면관의 살인(2012)

### 속삭임 시리즈
- 비색의 속삭임 (1988) - 緋色の囁き
- 어둠의 속삭임 (1989) - 暗闇の囁き
- 황혼의 속삭임 (1993) - 黄昏の囁き

### 기타
- 키리고에 저택 살인 사건(1990)
- 안구기담(1995)
- 프릭스(1996)
- 점점(돈돈) 다리, 떨어졌다(1999)
- 最後の記憶(2002)
- 深泥丘奇談(2008)
- Another(2009)
- 深泥丘奇談・続(2011)